# Kadaň
Kadaň (niem. Kaaden) − miasto w Czechach, w kraju usteckim. Według danych z 2005 r. powierzchnia miasta wynosiła 6 562 ha, a liczba jego mieszkańców 17 700 osób.

## Gospdarka
W mieście rozwinął się przemysł maszynowy, włókienniczy, odzieżowy, skórzany oraz chemiczny.

## Demografia
| Rok             | 1970   | 1980   | 1991   | 2001   | 2003   |
| --------------- | ------ | ------ | ------ | ------ | ------ |
| Liczba ludności | 15 624 | 18 614 | 17 796 | 17 579 | 17 639 |

Źródło: Czeski Urząd Statystyczny

## Współpraca
Miejscowości partnerskie:
- Aue, Niemcy
- Halle, Belgia